# Ronde van de Vaucluse
De Ronde van de Vaucluse (Frans: Tour du Vaucluse) was een wielerwedstrijd in de Franse regio Vaucluse. De wedstrijd werd begin maart verreden: tussen 1923 en 1960 als eendagswedstrijd en vervolgens als tweedaagse (tot 1965) en driedaagse (vanaf 1966) etappewedstrijd.

## Lijst van winnaars

### Overwinningen per land
| Overwinningen | Land                                   |
| ------------- | -------------------------------------- |
| 36            | Frankrijk                              |
| 8             | Italië                                 |
| 3             | Polen                                  |
| 2             | Spanje, Duitse Democratische Republiek |
| 1             | Australië, Nederland, Noorwegen        |